# Kabupaten Melawi
Kabupaten Melawi (engelska: Melawi Regency) är ett kabupaten i Indonesien.   Det ligger i provinsen Kalimantan Barat, i den nordvästra delen av landet, 800 km nordost om huvudstaden Jakarta. Antalet invånare är 178 645. Arean är 10 641 kvadratkilometer.
Terrängen i Kabupaten Melawi är varierad.